# SV Schalding-Heining
SV Schalding-Heining is een Duitse sportvereniging uit de Beierse stad Passau. Naast de voetbalafdeling wordt er ook aan skiën, ijsstokschieten, dansen, Nordic Walking en Callanetics gedaan. De vereniging heeft zo'n 1.500 leden.
Op 15 mei 2009 lukte het de voetbalafdeling om 2 speeldagen voor het einde van de competitie om kampioen te worden van de Landesliga Bayern Mitte en daarmee directe promotie naar de Bayernliga af te dwingen.
In het seizoen 2009/10 eindigde de ploeg op een verdienstelijke 13e plaats, om in het daaropvolgende seizoen als 17e te eindigen en te degraderen naar de Landesliga. Het seizoen 2011/12 leverde een 2e plek op om daarmee opnieuw te promoveren naar de Bayernliga en zelfs kwalificatie voor de nieuwe Regionalliga Bayern, maar de club kon geen promotie afdwingen. Dat deed het een jaar later wel. 

## Erelijst
- Kampioen van de Bezirksoberliga Niederbayern : 1998/99
- Kampioen van de Landesliga Bayern Mitte : 2008/09

Nord:
TSV Abtswind · 
DJK Ammerthal · 
ASV Cham · 
VfB Eichstätt ·
SC Eltersdorf ·
ATSV Erlangen · 
DJK Gebenbach · 
SpVgg Bayern Hof · 
FC Ingolstadt 04 II ·
TSV Karlburg · 
TSV Kornburg ·
FC Eintracht Münchberg ·
TSV Neudrossenfeld ·
ASV Neumarkt · 
SV Fortuna Regensburg ·
Jahn Regensburg II · 
SpVgg Weiden 2010 ·
Würzburger FV

Süd:
Türkspor Augsburg · 
TSV Dachau · 
FC Deisenhofen · 
SV Erlbach ·
TSV Grünwald ·
SV Heimstetten ·
FC Ismaning · 
SV Kirchanschöring · 
TSV Kottern · 
TSV 1882 Landsberg · 
FC Memmingen ·
TSV 1860 München II · 
TSV 1861 Nördlingen ·
FC Pipinsried ·
TSV 1896 Rain ·
SV Schalding-Heining ·
1. FC Sonthofen ·
SpVgg Unterhaching II